# Hypocala angulipalpis
Hypocala angulipalpis là một loài bướm đêm trong họ Noctuidae.